# 貝爾加鬚鰍
貝爾加鬚鰍（學名：Barbatula bergamensis）為輻鰭魚綱鯉形目條鰍科鬚鰍屬的其中一種。分布於亞洲土耳其Kozak溪流域，體長可達5.4公分，棲息在河川底層水域，生活習性不明。

## 扩展阅读
維基物種上的相關：貝爾加鬚鰍